# Paralimna pokuma
Paralimna pokuma är en tvåvingeart som beskrevs av Cresson 1933. Paralimna pokuma ingår i släktet Paralimna och familjen vattenflugor. Inga underarter finns listade i Catalogue of Life.